# Проблема Молінью

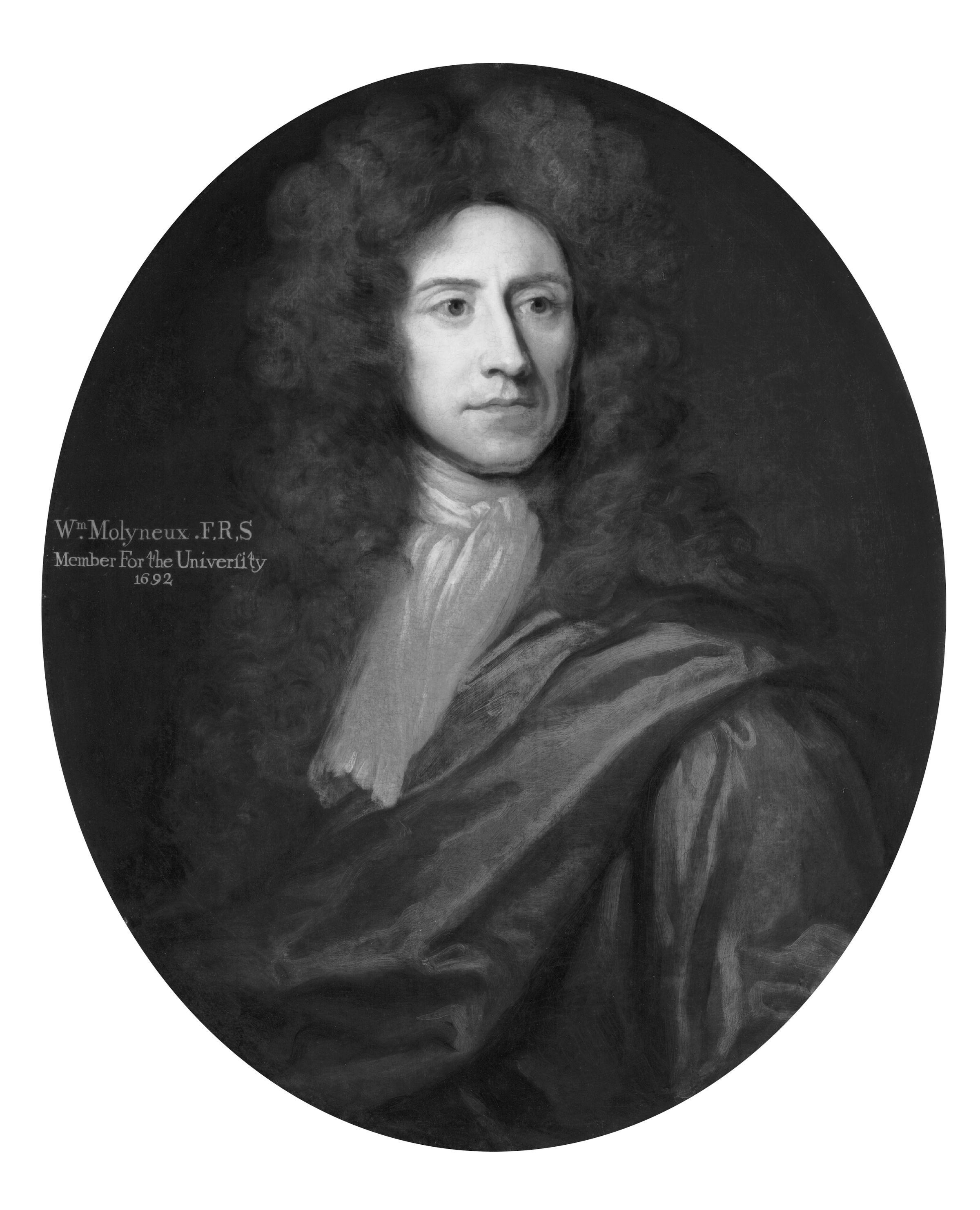
Портрет Вільяма Молінью, намальований Годфрі Кнеллером

Проблема Молінью — філософська проблема, вперше висвітлена у 1688 році Вільямом Мо́лінью, яка стосується того, яким чином відбувається людське пізнання, та процесу формування понять у незрячих людей.
У спрощеному викладі йдеться ось про що: припустімо, сліпа від народження людина отримала можливість бачити. Чи змогла б вона відрізнити куб від сфери, просто подивившись на обидві фігури? Вважаймо, що до цього ця людина могла на дотик відрізняти одне від іншого.
За всю історію дослідження людського сприйняття спроби розв'язати філософську проблему привели до дискурсу, якому і донині приділяється багато уваги. Після того, як у 1693 році у своїй праці «Розвідка про людське розуміння» Джон Лок висвітлив цю проблему, нею зацікавилися багато інших філософів та дослідників, як-от: Джордж Барклі, Готфрід Вільгельм Ляйбніц, Вольтер, Дені Дідро, Жульєн Офре де Ламетрі, Герман фон Гельмгольц та Вільям Джеймс. Усі вони більш-менш поділяли критичний погляд Лока на цю проблему.

## Постановка проблеми Молінью

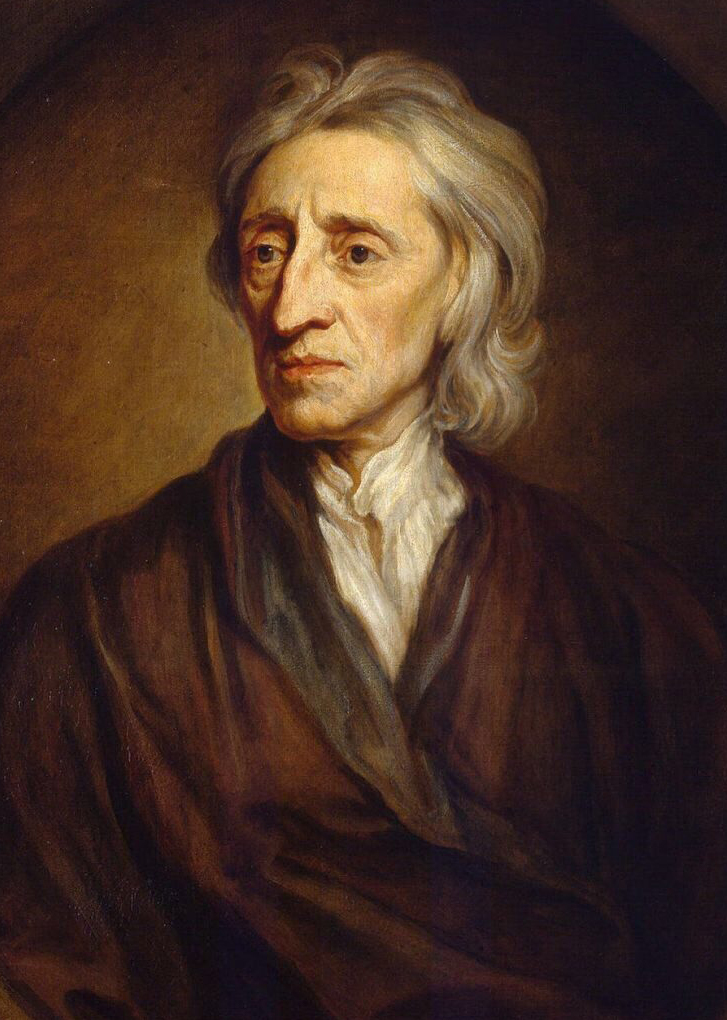
Портрет Джона Лока, намальований Годфрі Кнеллером

У листі від 7 липня 1688 року до Джона Лока, який через рік опублікував перше видання свого твору, Молінью (чия дружина була незрячою) сформулював проблему ось так:
|  | «Дублін, 7 липня 88-го Питання, яке я поставив автору твору "Розвідка про людське розуміння" Уявімо собі дорослу, від народження сліпу людину, котра навчилася на дотик відрізняти куб від сфери. Обидві фігури виготовлені з того самого металу і приблизно однакового розміру. Вона може сказати, котру з фігур намацала. А тепер уявімо, що на столі так само лежать куб і сфера, але людина вже може бачити. Питання у тому, чи вдасться їй за допомогою набутого зору, не торкаючись кулі та сфери, відрізнити їх і сказати, що є що. Якщо цей учений та винахідливий автор вищезгаданої розвідки вважає, що ця проблема варта його роздумів та відповіді, він може у принагідну годину направити її тому, хто цінує Вашу увагу та є Вашим покірним слугою. Вільям Молінью Вулиця Гай Ормондс Ґейт, Дублін, Ірландія». — Вільям Молінью: Лист до Джона Лока |

Джон Лок не відповів на цього листа. Проте він зайнявся цим питанням в одному з наступних видань твору «Розвідка про людське розуміння». Виклав йому цю проблему 2 березня 1692 року Молінью (після того, як вони потоваришували) і цього разу вже запропонував відповідь. Це дало поштовх науковому дискурсу у тогочасній філософії, де жодна сторона не могла чітко пояснити свою позицію. Джон Лок писав:
|  | «Уявіть собі сліпу від народження дорослу людину, котра навчилася на дотик розрізняти куб від кулі приблизно однакового розміру, виготовлені з того самого металу, так що вона може визначити, котрої саме фігури торкається. А тепер уявімо, що обидва предмети так само лежать на столі, але сліпець отримує можливість бачити. Ось тут і постає питання: чи вдасться йому, не торкаючись кулі та сфери, розпізнати, що є що? Кметливий запитувач відповість: "Ні". Та людина знала, які ті фігури на дотик, однак ще не знала, що те, що таким чи інакшим чином подразнювало її відчуття, мало так само подразнювати її зір. Той виступаючий кут на кубі, який рука відчувала як щось гостре, око має сприймати так само. Я згоден із цим кмітливим паном, якого я з гордістю називаю другом, і вважаю, що сліпцю не вдасться з першого погляду точно вказати, яка з фігур є кубом, а яка — сферою, навіть якщо він на дотик позначить їх і розрізнить їхні форми із упевненістю, яку дають йому відчуття». |

У цьому абзаці щодо сприйняття він прямо посилається на висловлювання Вільяма Молінью і додає до нього відповідь на проблему з точки зору Молінью:
|  | «Ні. Та людина знала, які ті фігури на дотик, однак ще не знає, що те, що так чи інакше подразнювало її відчуття, має так само подразнювати її зір. Той виступаючий кут на кубі, який рука відчувала як щось гостре, око має сприймати так само». |

## Історичні підходи до розв'язання проблеми
Обговорення тогочасної філософії стосувалися, зокрема, взаємозв'язку між зором та дотиком. Філософи переймалися питанням, чи здатне око у фізіологічному сенсі сприймати форми, чи сприйняття тіла і простору «запозичене» з відчуття дотику — тобто візуальне спостереження може бути пов'язане з інформацією, раніше отриманою з інших органів відчуття. Оскільки Молінью помер 11 жовтня 1698 року, він більше не міг доповнити дискурс. Було досягнуто згоди щодо відмінності візуального і тактильного сприйняття, однак не щодо взаємозв'язку між різними органами чуття. Таким чином, дискусія точилася довкола того, чи цей зв'язок між різними чуттями набувається на досвіді, чи існує якийсь природний зв'язок, що виникає автоматично. Відтак питання Молінью стосується того, чи є візуальне сприйняття відокремленим від тактильного і чи пов'язуються вони лише досвідом, і тоді якби після того, як людина отримувала здатність бачити лише на основі зорового сприйняття, вона не змогла б розрізняти і називати фігури. Або ж візуальне і тактильне сприйняття походять з одного джерела, і взаємозв'язок між ними виникає автоматично. І тоді розрізнення і найменування фігур було б можливим тільки завдяки візуальному сприйняттю. І Молінью, і Лок відстоювали думку, що попередній тактильний досвід необхідний для розрізнення предметів і що обидві фігури не можуть бути правильно визначені лишень завдяки зорові. Готфрід Вільгельм Ляйбніц та Френсіс Гатчесон, навпаки, дотримувалися думки, що незрячі мають розуміння геометрії на основі тактильного досвіду і без візуального образу. Ця думка ґрунтується на ідеї схожости сенсорних модальностей зору та дотику. Тож і той, і той відповіли на питання Молінью ствердно. Проте Джордж Барклі погоджується з Локом та Молінью, хоч і проводить тоншу межу: зір, пише він, — це процес навчання, і зрячій людині, яка до цього була сліпою, бракує досвіду із набутою здатністю бачити.

## Емпіричні підходи до розв'язання проблеми
Оскільки проблема Молінью на перший погляд здається такою, що її можна перевірити емпірично, виникає спокуса думати, що сьогодні, більш ніж через три століття, на неї можна дати однозначну відповідь. Проте станом на початок ХХІ століття ще не існує дійсно всебічної та універсальної відповіді. Хоча зараз проводяться дослідження за участі людей, котрі від народження чи самого дитинства були сліпими, і згодом їхній зір було відновлено хірургічним шляхом, проте результати цих досліджень чи то суперечливі, чи то не до кінця однозначні (навіть із залученням контрольних груп, коли одні пацієнти отримували завдання Молінью, а інші — ні). Ба більше, піддавалися сумніву надійність і точність деяких досліджень. Критика ґрунтується на тому, що на основі одного лише стану ока не варто порівнювати те враження, яке людина отримує одразу після операції, із досвідом людини, яка бачила усе своє життя. Чіткість сенсорного сприйняття після вдалої операції також суттєво коливалася: деякі пацієнти після втручання могли розрізняти тільки світле і темне, інші — фарби, а дехто міг ідентифікувати рух, відстань і розміри. Також в емпіричних дослідженнях проблеми Молінью критикувалося те, що недостатньо уваги було звернено на віковий аспект набуття зору — з дитинства до пізньої зрілости.
У своїй доповіді 1728 року про перші успіхи в галузі іридектомії англійський лікар Вільям Чеселден надав медико-практичне обґрунтування проблеми, яка до цього часу формулювалася як спекулятивно-філософська. Пацієнтом Чеселдена був тринадцятирічний хлопчик, який втратив зір у тому віці, про який у нього зовсім не лишилося спогадів (і про візуальний досвід також). Дослідження Чеселдена про випадок із хлопчиком прокоментували Барклі, Томас Рід, Вольтер та інші. Дехто, зокрема Барклі та математик і теолог Роберт Сміт (1689—1768), посилався на дослідження Чеселдена, що воно підтверджує їхню негативну відповідь на питання Молінью. Інші натомість мали сумніви щодо корисности цього дослідження, адже хлопчик спочатку взагалі не міг розрізняти фігури. Коли він уперше зміг бачити, Чеселден написав ось що: «він не міг розрізнити ні фігури, ні предмети, незалежно від того, наскільки вони відрізнялися за формою». Схоже, що дослідження Чеселдена підтверджувало припущення Лока і Молінью про те, що розпізнавання предметів не є частиною основної функції оптичного сприйняття, а речі вперше пізнаються тоді, коли отримано відповідний тактильний досвід у поєднанні з подальшим оптичним.

## Сучасні підходи до розв'язання проблеми
І хоча дискусія довкола проблеми Молінью у науковому дискурсі лишається актуальною до ХХІ століття, серед офтальмологів, психологів та нейрофізіологів вона відійшла на другий план і розглядалася в першу чергу як філософська дискусія доби Просвітництва. На цьому етапі на шляху до розв'язання проблеми Молінью — з перспективи ХХІ століття — є підстави заперечувати Лока і Молінью, однак через інші причини. Зокрема, нині вважається малоймовірним те, що знання здобуваються через взаємодію зору та дотику, як наголошував Лок. Імовірніше, весь процес сприйняття влаштовано за вродженою схемою, і він вдосконалюється через постійний процес навчання. І доки триває цей процес навчання, досвід та чуттєві сприйняття впливають одне на одного.
З початком нового тисячоліття дослідницький інтерес (особливо через далекосяжні технологічні розробки у галузі мікрочипів та нейрочипів) все більше спрямовується на паралельне використання різних сенсорних сприйняттів — так званого мультимодального сприйняття — та обробку інформації, а також заміну одного чуттєвого сприйняття іншим. Наприклад, це стосується досліджень у сфері здатности людини до ехолокації. Цей вид ехолокації схожий до тієї, якою користаються кажани та дельфіни, але у цьому випадку навчена людина може інтерпретувати відбиті від сусідніх об'єктів звуки і визначати їх розташування і частково їхній розмір.

## Експериментальне розв'язання проблеми
У 2011 році за схожим дизайном експерименту дослідили п'ятьох сліпих від народження дітей, які після операції у віці від восьми до сімнадцяти років уперше отримали можливість бачити.
Перед хірургічним втручанням діти обмацували схожі фігурки, складені з кубиків, і вчилися їх розрізняти. Опісля ж їм дали ті самі фігурки вже роздивитися. Спочатку вони не могли зіставити те, що побачили, з тим, що мацали, проте під час подальшого навчання швидко навчилися зіставляти ці два досвіди.

## Зноски
1. ↑  John Locke: An Essay Concerning Humane Understanding., London: Printed for Tho. Basset. Sold by Edw. Mory, 1690, Buch 2, Kapitel 9
2. ↑  George Berkeley: The Theory of Vision, or Visual Language shewing the immediate Presence and Providence of A Deity, Vindicated and Explained, 1733
3. ↑  Gottfried Wilhelm Leibniz: New Essays on Human Understanding translated and edited by Peter Remnant and Jonathan Bennett, Cambridge, Cambridge University Press, 1981, S. 136f.
4. ↑  Voltaire: Elements de philosophie de Newton in: Voltaire, Oeuvres complètes, vol. 15, S. 183—652. Oxford: Alden Press, (1740) 1992.
5. ↑  Denis Diderot: Letter on the Blind (1749): in Michael J. Morgan: Molyneux's Question: Vision, Touch, and the Philosophy of Perception, Cambridge, Cambridge University Press, 1977
6. ↑  Denis Diderot: Philosophische Schriften, Erster Band, Berlin 1961, S. 60f.
7. ↑  Julien Offray de La Mettrie: L'histoire naturelle de l’âme. In: Oeuvres philosophiques. Hildesheim, New York 1970.
8. ↑  Hermann von Helmholtz: Handbuch der physiologischen Optik, Leopold Voss, Hamburg und Leipzig 1856
9. ↑  William James: The Principles of Psychology, New York: Dover, (1890) 1950.
10. ↑  Martin Giese: Sport und Bewegungsunterricht mit Blinden und Sehgeschädigten — Theoretische Grundlagen — spezifische und adaptierte Sportarten: Band 1: Theoretische Grundlagen — spezifische und adaptierte Sportarten, Meyer & Meyer Sport; Auflage: 1. Auflage (29. Oktober 2009), S. 14ff, ISBN 3-89899-425-2
11. ↑  Michael Bruno, Eric Mandelbaum: Locke's answer to Molyneux's thought experiment, History of Philosophy Quarterly, Volume 27, Number 2, April 2010, S. 165f.
12. ↑  Silke Pasewalk: «Die fünffingrige Hand»: Die Bedeutung der sinnlichen Wahrnehmung beim späten Rilke, De Gruyter; Auflage: 1., 2002, ISBN 3-11-017265-8, S. 106ff.
13. 1 2 3 4 5  Patricia Tegtmeier: Multimodale Integration inkongruenter Objektinformationen in visueller und haptischer Sinnesmodalität, Dissertation, Hamburg 2003
14. 1 2 3  Michael J. Morgan: Molyneux's Question: Vision, Touch, and the Philosophy of Perception, Cambridge, Cambridge University Press, 1977, S. 19ff
15. 1 2  Marjolein Degenaar: Molyneux's Problem: Three Centuries of Discussion on the Perception of Forms, London: Kluwer Academic Publishers. 1996
16. ↑  Erika Sophie Hopmann: Die Organisation der Sinne: Wahrnehmungstheorie und Ästhetik in Laurence Sternes Tristram Shandy, Königshausen & Neumann, 2008, S. 43f. ISBN 3-8260-3675-1
17. ↑  James van Cleve: Reid's answer to Molyneux's question, The Monist, April 01, 2007
18. 1 2  Patricia Tegtmeier: Multimodale Integration inkongruenter Objektinformationen in visueller und haptischer Sinnesmodalität, Dissertation, Hamburg 2003
19. ↑  Caroline Welsh, Christina Dongowski, Susanna Lulé (Hrsg.): Sinne und Verstand. Ästhetische Modellierungen der Wahrnehmung um 1800. Würzburg 2002. S. 44f.
20. ↑  Shaun Gallagher: How the Body Shapes the Mind, Oxford Univ. Press, 2005, ISBN 0-19-927194-1
21. ↑  Richard Held, Yuri Ostrovsky u. a.: The newly sighted fail to match seen with felt. In: Nature Neuroscience. 14, 2011, S. 551–553, doi:10.1038/nn.2795.